# 니시카사이역
니시카사이역(일본어: 西葛西駅, にしかさいえき)은 일본 도쿄도 에도가와구에 있는 철도역이다.

## 이용 가능 철도 노선
- 도쿄 지하철
  - ○ 도자이 선

## 타는 곳
| 1 | ○ 도자이 선 | 우라야스・니시후나바시・츠다누마・도요 가쓰타다이 방면 |
| 2 | ○ 도자이 선 | 도요초・오테마치・다카다노바바・나카노・미타카 방면    |

## 이용 현황
- 1일 평균 99,132명.(2008년)

## 역사
- 1979년 10월 1일: 니시카사이 역이 영업 개시.

## 사진

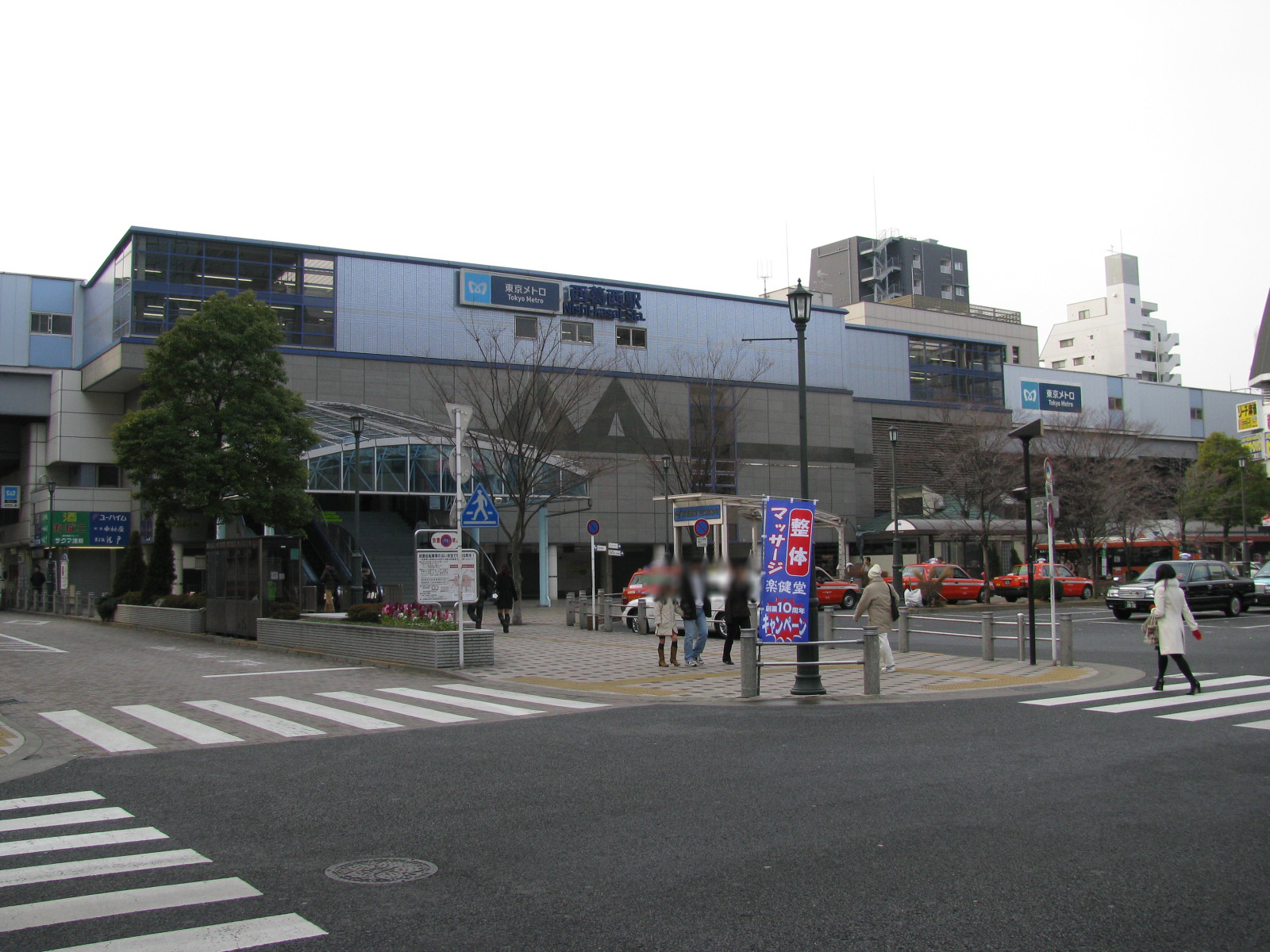
역 북쪽
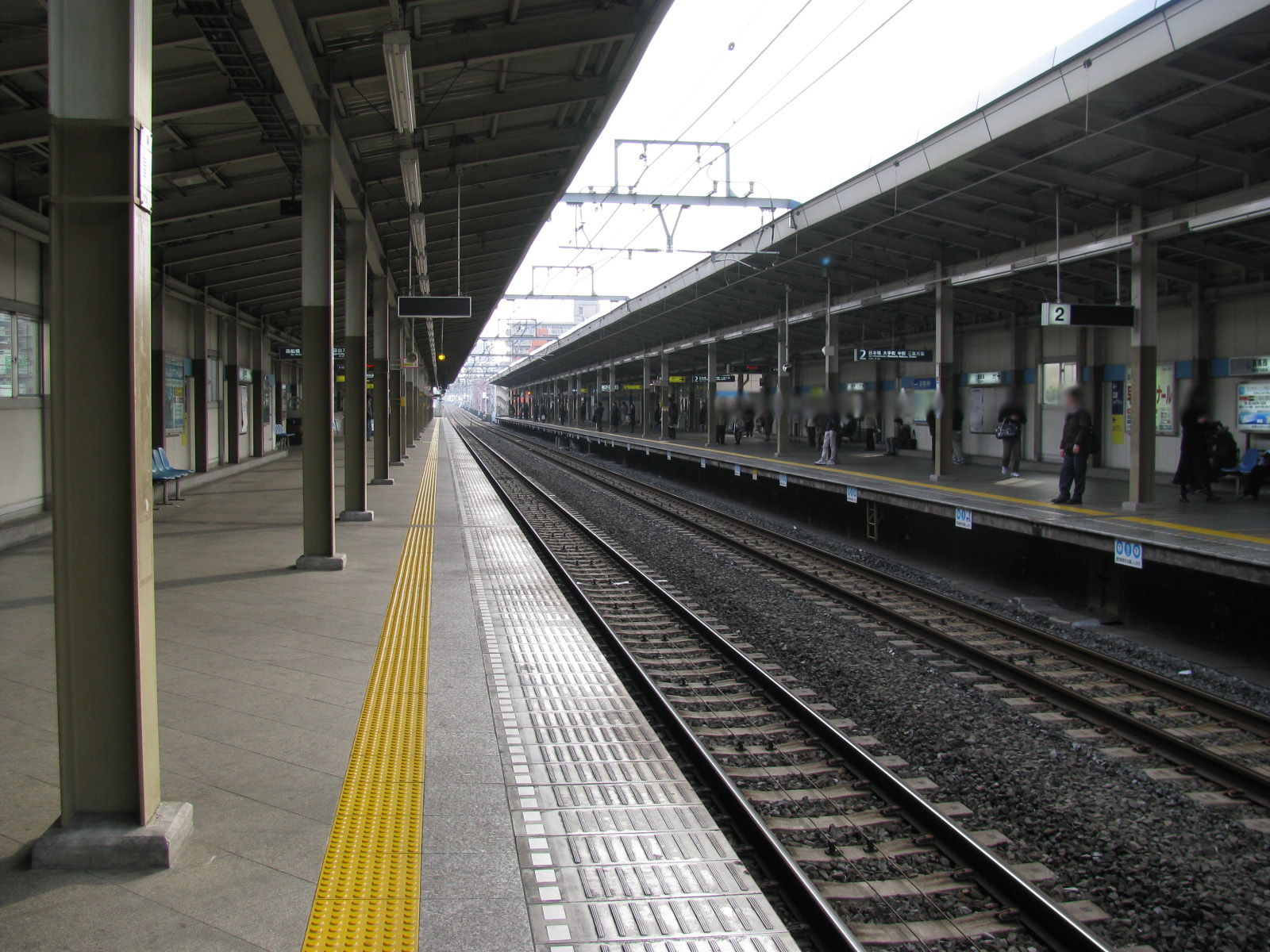
승강장

## 인접역
| 도쿄 메트로 5호선              | 도쿄 메트로 5호선 | 도쿄 메트로 5호선            |
| ------------------------------ | ----------------- | ---------------------------- |
| T15 미나미스나마치 나카노 방면 | ○ 도자이 선       | T17 가사이 니시후나바시 방면 |